# Callithrix geoffroyi
Lo uistitì di Geoffroy (Callithrix geoffroyi E. Géoffroy, 1812) è un primate platirrino della famiglia dei Callitricidi.

## Distribuzione
Questo animale è endemico della foresta atlantica degli stati brasiliani di Espírito Santo, Minas Gerais e Rio de Janeiro.

## Descrizione

### Dimensioni
Misura circa mezzo metro di lunghezza, di cui più di metà spetta alla coda, per un peso di 300-400 g.

### Aspetto
Si distingue per la testa ed il collo di colore bianco, con due pennacchi neri in corrispondenza delle orecchie e una zona nuda di colore rosato attorno a muso e occhi: questi ultimi sono di colore marrone chiaro. Il pelo è nero su zampe e coda, mentre sul dorso è presente una gualdrappa arancione e grigia coi singoli peli striati di nero e bianco: sono presenti strisce nere che percorrono per il largo il dorso, fondendosi al nero del ventre. La coda presenta anelli grigi.

## Biologia
Si tratta di animali diurni e arboricoli, che si muovono in gruppetti di 3-8 esemplari in un territorio dell'estensione di circa cinque ettari, che nelle zone di confine si sovrappone anche in maniera cospicua a quello di altri gruppi, senza che tuttavia si scatenino episodi di violenza: i vari esemplari si limitano a comunicare la loro presenza utilizzando secreti ghiandolari. Ogni gruppo comprende una femmina dominante col proprio compagno ed i cuccioli di vari parti. L'ampiezza di ogni territorio è inversamente proporzionale al numero di alberi produttori di linfa presenti al suo interno.

### Alimentazione
La loro dieta è imperniata sul consumo di linfa e gommoresina: viene comunque consumata una certa quantità di insetti e frutta.

Questi animali tendono ad utilizzare sempre gli stessi fori per ricavare la linfa, leccando gli essudati delle incisioni fatte in precedenza sui rami degli alberi. Tali fori possono essere utilizzati anche da animali di altri gruppi.

### Riproduzione

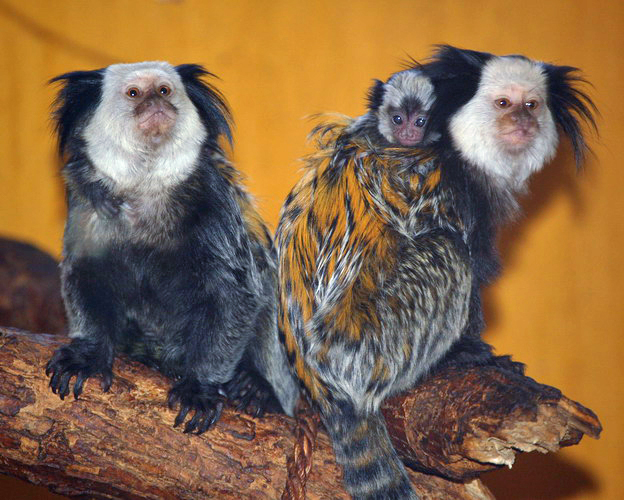
Una coppia di uistitì coi cuccioli.

Si tratta di uno degli uistitì maggiormente riprodotti in cattività: la femmina dominante tende ad essere monogama, soprattutto perché i vari maschi presenti nel gruppo oltre al compagno sono perlopiù suoi figli o nipoti. La gestazione dura quattro mesi e mezzo, al termine dei quali nascono due cuccioli che pesano un decimo della madre ciascuno, che vengono accuditi da tutti i membri del gruppo di cui fanno parte, venendo lasciati alla madre solo il tempo di poppare. La femmina diventa ricettiva pochi giorni dopo il parto, sicché può portare a termine fino a quattro gravidanze l'anno: questa prolificità causa non pochi problemi negli zoo, dove spesso questi animali vengono sterilizzati per evitare che si riproducano in maniera sconsiderata.

I cuccioli vengono svezzati a due mesi d'età e raggiungono la maturità sessuale a circa un anno e mezzo, anche se la taglia adulta viene raggiunta completamente dopo il secondo anno d'età.
La loro speranza di vita si aggira attorno ai 10 anni.